# Le Gua, Charente-Maritime

Le Gua este o comună în departamentul Charente-Maritime, Franța. În 1 ianuarie 2022 avea o populație de 2.115 de locuitori.